# Consuelo Velázquez
Consuelo Velázquez (właśc. Consuelo Velázquez Torres, ur. 21 sierpnia 1916 w Ciudad Guzmán, zm. 22 stycznia 2005 w Meksyku) – meksykańska kompozytorka i autorka tekstów, znana najbardziej jako autorka utworu Bésame mucho.
Od dziecka uczyła się grać na fortepianie, planując karierę pianistki. Studiowała muzykę w szkole prowadzonej przez znanych muzyków Ramona i Aurorę Serratos w Guadalajarze, gdzie Consuelo spędziła większość swojego dzieciństwa i wczesnej młodości. W 1938 już w Meksyku dała swój pierwszy koncert. Została solistką Narodowej Orkiestry Symfonicznej w Meksyku.
Melodię i słowa piosenki „Bésame mucho” napisała Velázquez nie ukończywszy jeszcze 20 lat. Melodia inspirowana była utworem hiszpańskiego kompozytora Enrique Granadosa. Na terenie Meksyku Velázquez cieszyła się popularnością komponując i występując w programach radiowych (w jednej z rozgłośni radiowych poznała jej dyrektora programowego Mariano Riverę Conde, z którym 25 października 1944 wzięła ślub).
W 1938 wystąpiła w filmie Noches de Carnaval. W 1959 ponownie można ją było zobaczyć na ekranie – w epizodycznej roli pianistki w filmie Mis padres se divorcian.
Inne utwory skomponowane przez Consuelo Velásquez to np.: „Déjame Quererte”, „Amar y vivir”, „Será Por Eso”, „Aunque Tengas Razón”, „Enamorada”, „Anoche”, „Ser y No Ser”, „Donde quiera”, „Corazón”, „¡Qué Divino!”, „Verdad Amarga”, „Pecado”, „La Que Se Fue”, „No Me Pidas Nunca”, „Pasional”, „Que Seas Feliz”, „Franqueza”, „Orgullosa y Bonita”, „Yo No Fui”, „Amor Sobre Ruedas”, „Enamorado Perdido”, „Te Lo Dije”, „Los Pequeños Detalles”, „Tenaz Obsesión”, „Pensarás En Mí”, „No Volveré”, „Al Nacer Este Día”. Dwie melodie napisała Consuelo Velázquez dla swoich synów: „Chiqui-Chiqui” dla Mariano, a dla Sergio – „Cachito”. Żadna z jej późniejszych kompozycji nie osiągnęła takiej popularności, jaką zdobyło „Besame mucho”, najpopularniejsza na świecie piosenka meksykańska wykonywana przez setki artystów na całym świecie (w Polsce nagrywane często pod tytułem „Całuj mnie mocno”, z tekstem Henryka Rostworowskiego).
W latach 1979–1982 Consuelo Velázquez była członkiem meksykańskiego parlamentu.
Była też założycielem Stowarzyszenia Autorów i Kompozytorów w Meksyku (SACM), a później działała też w Międzynarodowej 
Konfederacji Stowarzyszeń Autorów i Kompozytorów (CISAC) w Paryżu. W 2003 w stolicy Meksyku odsłonięty został pomnik kompozytorki wykonany przez rzeźbiarza Sergio Perazę.
Consuelo Velásquez zmarła 22 stycznia 2005 w Meksyku, mając 88 lat.